# Eumerus hungaricus
Eumerus hungaricus är en tvåvingeart som beskrevs av Szilady 1940. Eumerus hungaricus ingår i släktet månblomflugor, och familjen blomflugor.
Artens utbredningsområde är Ungern. Inga underarter finns listade i Catalogue of Life.